# اتحاد بریتانیا و شوروی

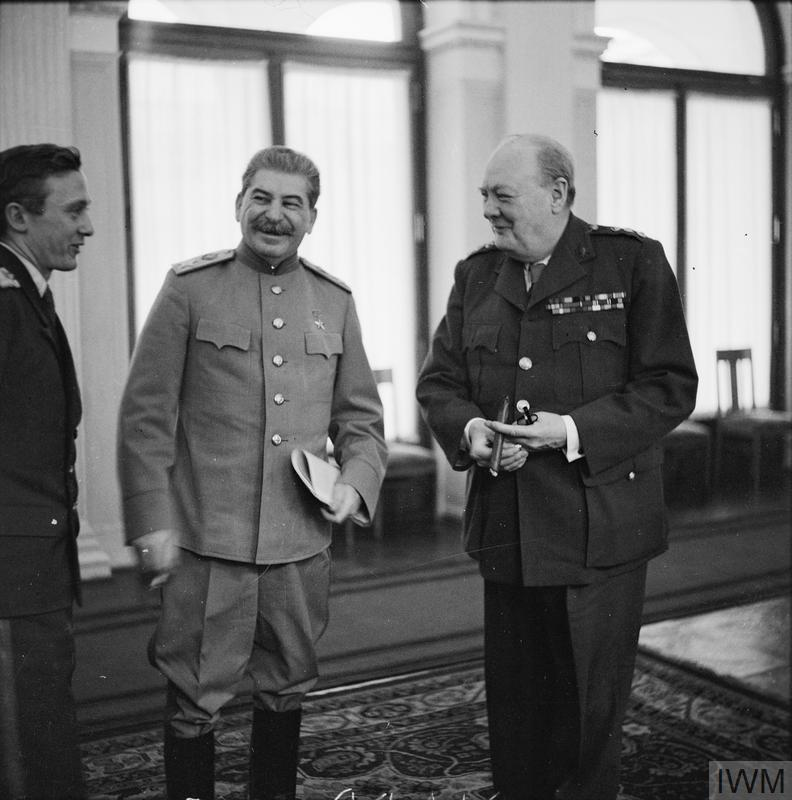
چرچیل و استالین در جریان کنفرانس یالتا، ۱۹۴۵

اتحاد بریتانیا و شوروی (انگلیسی: Anglo-Soviet Agreement) یک قرارداد نظامی رسمی بین بریتانیا به رهبری چرچیل و شوروی به رهبری استالین بود که بلافاصله پس از حمله آلمان نازی به شوروی موسوم به عملیات بارباروسا در جنگ جهانی دوم بین دو کشور امضا شد. از نظر ایالات متحده آمریکا این پیمان به معنای این بود که شوروی تأسیس دوباره حکومت‌های چکسلواکی، لهستان و یوگسلاوی را پس از اتمام جنگ به رسمیت خواهد شناخت.
به دنبال عقد این اتحاد و لزوم ارسال کمک‌های بریتانیا و آمریکا به جبهه‌های نبرد در شوروی، تصمیم گرفته شد از راه ایران نیز استفاده شود و به موجب آن نیروهای متفقین در ۲۵ اوت ۱۹۴۱ به ایران حمله کرده و این کشور را به اشغال خود درآوردند.